# Piotr Stefański (polityk)
Piotr Wilhelm Stefański (ur. 6 kwietnia 1931 w Warszawie, zm. 24 lipca 2014 tamże) – działacz państwowy w okresie PRL, dziennikarz i socjolog.
W latach 1972–1989 poseł na Sejm PRL VI, VII, VIII i IX kadencji, wicemarszałek Sejmu VII i VIII kadencji, członek Rady Państwa (1985–1989).

## Życiorys
Urodził się w rodzinie żołnierza Armii Krajowej i powstańca warszawskiego. Ukończył Wyższą Szkołę Nauk Społecznych przy KC PZPR (1962). Od 1948 członek Stronnictwa Demokratycznego, pełnił liczne funkcje kierownicze w tej partii, m.in. zastępcy członka Centralnego Komitetu (1954–1958), członka CK (1958–1981 i 1985–1989), członka prezydium CK (1971–1981 i 1985–1989), sekretarza CK (1969–1976), wiceprzewodniczącego CK (1976–1981), przewodniczącego Klubu Poselskiego w Sejmie VI, VII i VIII kadencji (1972–1981), kierownika Zespołu Prasy, Informacji i Szkolenia SD (1962–1969).
Działacz organizacji młodzieżowych po 1945; w latach 1949–1951 kierownik biura Cechu Rzemiosł Różnych; w latach 1956–1962 dziennikarz w „Tygodniku Demokratycznym”, a w latach 1966–1973 przewodniczący Zarządu Wydawnictwa „Epoka” (ponownie od 1988).
W latach 1971–1983 był członkiem Prezydium i sekretarzem Ogólnopolskiego Komitetu Frontu Jedności Narodu. W latach 1976–1985 wicemarszałek Sejmu, w latach 1985–1989 członek Rady Państwa, poseł na Sejm PRL VI, VII, VIII i IX kadencji (1972–1989), w latach 1985–1989 przewodniczący Komisji Kultury w Sejmie IX kadencji. Od 1974 był wiceprzewodniczącym zarządu głównego Towarzystwa Przyjaźni Polsko-Radzieckiej. W 1983 wybrany w skład Krajowej Rady Towarzystwa Przyjaźni Polsko-Radzieckiej. Od 1976 przewodniczył Towarzystwu Przyjaciół Kultury Iberyjskiej, stał również na czele Towarzystwa Polska-Ameryka Łacińska. Po 1989 nie uczestniczył w życiu politycznym.
Został odznaczony m.in. Orderem Sztandaru Pracy I i II klasy, Krzyżem Komandorskim i Kawalerskim Orderu Odrodzenia Polski, a także Złotym i Srebrnym (1955) Krzyżem Zasługi oraz Złotą odznaką honorową TPPR (1968)
Pochowany 1 sierpnia 2014 na Cmentarzu Komunalnym Północnym w Warszawie.